# Đá Chông
 (mars 2020).
Si vous disposez d'ouvrages ou d'articles de référence ou si vous connaissez des sites web de qualité traitant du thème abordé ici, merci de compléter l'article en donnant les références utiles à sa vérifiabilité et en les liant à la section « Notes et références ».
 (mars 2020).
- Si vous ne connaissez pas le sujet, laissez ce bandeau (vous pouvez alors contacter les auteurs).
- Si vous supprimez le contenu mis en cause (vous pouvez préalablement contacter les auteurs),

argumentez précisément cette suppression dans la page de discussion
(un manque de référence n'est pas un argument ; une recherche réelle de référence doit avoir été effectuée, être formellement documentée).
Đá Chông – K9 – K84 est un site historique vietnamien situé dans la forêt du parc national de Ba Vi à environ 55 km au nord-ouest de Hanoï. Da Chong (le rocher en français) est le nom de ce lieu-dit de 234 hectares comprenant essentiellement des collines boisées, deux lacs et des roches pointues et élancées semblant pousser sur le sol. Il se trouve à Ba Vi, devenu un district rural de Hanoï depuis le 1er août 2008. La ville la plus proche est Sontay (Sơn Tây en vietnamien) une ville qui fut la capitale de l’ancienne province de Hà Tây distante d’environ 25 km. Intimement lié au président Hô Chi Minh, l’endroit est, pour le peuple vietnamien, un lieu de culte et de recueillement.

## Repérage du site parHô Chi Minh
La guerre du Vietnam ayant pris de l’ampleur depuis 1955 avec l’intervention des États-Unis, c’est le 5 janvier 1957 que Hô Chi Minh découvre le site après une visite au 36e régiment de la division 308 qui exerce sur la rivière Noire (Viêt Nam) (Song Da) et qui bivouaque dans cette forêt dense à l’abri de tout repérage aérien. Il reconnaît dans ce lieu un endroit stratégique permettant de bénéficier d’un endroit frais, de beaux paysages, de facilité de ravitaillement, se situant à moins de trois cents  mètres de la rivière Noire, un affluent du fleuve Rouge, deux cours d'eau qui permettent en cas de besoin, une rapide évacuation par voie fluviale. Il propose à ses camarades d’en faire un lieu de repos et de travail pour lui et un gouvernement restreint.

## Premiers travaux et naissance de K9
Ce site, permettant un éventuel repli en cas d’attaques aériennes massives sur Hanoï, motive Hô Chi Minh en 1959 d’y faire construire une maison avec un étage inspirée de sa maison en bois sur pilotis qui lui sert de lieu de travail et de vie dans le parc du palais présidentiel (Hanoï) de Hanoï.
Le rez-de-chaussée comporte :
- Une grande salle de réunion. Contrairement à sa maison à Hanoï, qui est équipée de portes battantes, la maison de Da Chong est construite avec de larges portes coulissantes. Leurs ouvertures complètes permettent à un nombre de personnes plus important de participer aux réunions aussi bien de l’intérieur qu'à l’extérieur de la salle.
- Une chambre à coucher
- Une salle à manger de 17 m2 pour six personnes

Séparées de quelques mètres mais reliées par un passage couvert à la bâtisse principale, se trouvent :
- Une cuisine ;
- Des toilettes ;
- Des chambres pour les gardiens.

À l'étage se trouvent :
- Plusieurs chambres ;
- De petites salles de réunions.

Hô Chi Minh a refusé que le pourtour de la bâtisse soit pavé ou bétonné préférant les galets sur lesquels il pouvait marcher pieds nus et invoquant des raisons de sécurité, il disait, que pour un ennemi, il était impossible de traverser la cour sans donner l'alerte.
Le site est divisé en trois zone :
- la zone A pour la réunion du Politburo et l'accueil des invités
- la zone B réservée au repos des cadres du régime
- la zone C réservée pour des gens devant bénéficier de protection et de services

Ce petit quartier général, considéré comme une base du gouvernement central, était né et fut baptisé K9, son nom de code. L'endroit a permis de recevoir des membres du gouvernement, des cadres du régime ainsi que des représentants de gouvernements amis, soviétique et chinois. Le 13 mars 1961 Mme Deng Yingchao, épouse du premier ministre chinois Zhou Enlai était sur le lieu. Le 23 février 1962 c'est au tour de Guerman Titov, cosmonaute soviétique de visiter le site.

## Sépulture provisoire deHô Chi Minh
La mort de Hô Chi Minh survenue le 2 septembre 1969, à Hanoï est considérée par le Vietnam comme une grande perte. Hô Chi Minh voulait que ses cendres soient répandues au-dessus du pays réunifié mais contrairement à sa volonté, ses héritiers politiques décidèrent de l'embaumer pour préserver ainsi le corps de leur leader charismatique de la putréfaction et mieux profiter de son aura. La première étape de la dépouille a été l'Institut médical militaire 108, un établissement dont le nom de code était K75A. Son corps fut ensuite transféré au Ba Đình Hall (Hội trường Ba Đình) à Hanoï, un immeuble entre temps détruit où le peuple pouvait lui rendre hommage du 6 au 9 septembre 1969. Le Ba Đình Hall portait le nom de code K75B.
La guerre du Vietnam étant toujours en cours et la dépouille nécessitant une infrastructure réfrigérante il était important de la mettre à l'abri de l'ennemi, dans un endroit tenu secret. Le choix du Politburo se porte sur K9 où on fit construire, à la hâte, deux installations, un bâtiment en surface et un caveau souterrain. Une fois la dépouille transférée, Đá Chông prit le nom de code K84, c'est-à-dire K(75 + 9) = K84.
Les installations pour préserver le corps comprennent:
Le bâtiment de surface :
Une bâtisse bien ventilée offrant un large espace de travail, pratique et hygiénique. Sur un socle se trouve une civière métallique et une cage de verre ressemblant au cercueil de verre du mausolée de Hô Chi Minh à Hanoï. Le lieu permet d'étudier la dépouille pour son placement ultérieur au mausolée et d'accueillir des délégations en visite souhaitant rendre hommage au défunt.
Le caveau :
Son but est d'abriter le corps en cas de bombardement. Il est en forme de tunnel étroit et présente des inconvénients qui ne sont pas favorables à la conservation du cadavre. L'éclairage et un plafond en bakélite brun foncé ne permettaient pas une observation scientifique optimale du corps et des joints de mauvaise qualité rendaient un nettoyage aseptique très difficile.

## Véhicules
Le site abrite cinq voitures dont trois ont été utilisées pour déplacer six fois la dépouille de Hô Chi Minh :
- une ambulance immatriculée UAZ FH-1468 pour le déplacement en ville ;
- une autre ambulance immatriculée Zin 157 470-189 pour les routes et terrains difficiles ;
- une voiture amphibie immatriculée 31-162 permettant de traverser rivières et plans d'eau.

## Visite et gardiennage du site.
Le site a été ouvert au public en 1998 et a accueilli depuis 3,2 millions de visiteurs, vietnamiens dans leur grande majorité et de rares visiteurs étrangers. Il est géré par la 285e Brigade de l’armée vietnamienne.